# Osmorhize
Osmorhiza
Genre
Les Osmorhizes (Osmorhiza) sont un genre de plantes à fleurs de la famille des Apiaceae. Ce sont des plantes herbacées vivaces. La plupart des espèces sont originaires d'Amérique du Nord, mais certaines poussent en Amérique du Sud et en Asie. Certaines espèces sont utilisées à des fins médicinales, mais ont des soies dangereuses. Les fruits de ces plantes ont des barbes à l'extrémité leur permettant de coller aux vêtements, à la fourrure ou aux plumes.
Les Indiens d'Amérique utilisaient les racines de cicely doux comme panacée tonique pour les maux d'estomac ou pour faciliter l'accouchement ; la racine était en cataplasme sur les furoncles et les plaies ; thé de racine comme lavage oculaire. Les utilisations de la médecine populaire comprennent un expectorant, un tonique contre la toux et les maux d'estomac. 

## Liste des espèces
Selon GBIF (19 juillet 2025) :
- Osmorhiza aristata (Thunb.) Rydb.
- Osmorhiza berteroi DC.
- Osmorhiza bipatriata Constance & R.H.Shan
- Osmorhiza brachypoda Torr.
- Osmorhiza brachypoda Torr. ex Durand
- Osmorhiza claytonii (Michx.) C.B.Clarke
- Osmorhiza claytonii Macl.
- Osmorhiza depauperata Phil.
- Osmorhiza divaricata Blank., 1905
- Osmorhiza divaricata Nutt. ex Torr. & A.Gray, 1840
- Osmorhiza geohintonii B.L.Turner
- Osmorhiza glabrata Phil.
- Osmorhiza longistylis (Torr.) DC.
- Osmorhiza mexicana Griseb.
- Osmorhiza occidentalis (Nutt. ex Torr. & A.Gray) Torr.
- Osmorhiza purpurea (J.M.Coult. & Rose) Suksd.

## Systématique
Le nom correct complet (avec auteur) de ce taxon est Osmorhiza Raf..
Osmorhiza a pour synonymes :
- Elleimataenia Koso-Pol.
- Glycosma Nutt.
- Schudia Molina ex Gay
- Spermatura Rchb.
- Uraspermum Nutt.
- Washingtonia Raf.
- Washingtonia Raf. ex J.M.Coult. & Rose